# Kwaku Agyemang-Manu
 (juin 2025).
Kwaku Agyemang-Manu est né à Dormaa Ahenkro (en) dans la région de Brong Ahafo, aujourd'hui région de Bono (en) . Il a obtenu son GCE Ordinary Level en 1973 et son GCE Advanced Level en 1975. Il a obtenu une licence en économie et statistique de l'Université du Ghana en 1979. Il est également diplômé en comptabilité de gestion de la London School of Accountancy,,,. Il est devenu expert-comptable en management agréé et membre associé en 1990.

## Parcours professionnel
Il était directeur des finances chez Ghamot Company Limited et également chez Toyota Ghana Company Limited. Il était également chef comptable adjoint de la MIM Timber Company Limited.

### Carrière politique
Agyeman-Manu est membre du Nouveau Parti Patriotique et député de la circonscription de Dormaa Central (en) dans la région de Brong Ahafo au Ghana. Il a été président du Comité des comptes publics lors du Parlement précédent et directeur général par intérim de l'Autorité nationale de la santé en 2006, ainsi que vice-ministre des Finances et de la Planification économique sous l'administration de l'ancien président Kufuor (de 2001 à 2008),. Dans ce gouvernement, il a été vice-ministre d'État dans les ministères suivants : Commerce et Industrie, Intérieur, Finances, Communication et Routes et Transports,. Il a siégé au conseil d'administration d'institutions telles que la Commission des armes légères du Ghana, l'Autorité fiscale du Ghana (en), la Banque du Ghana et le Comité de mise en œuvre du désinvestissement.

### ministre du Cabinet
En mai 2017, le président Nana Akufo-Addo a nommé Kwaku Agyemang-Manu parmi les dix-neuf ministres qui formeraient son cabinet (en). Les noms des 19 ministres ont été soumis au Parlement du Ghana et annoncés par le président de la Chambre, le très honorable professeur Mike Ocquaye (en). En tant que ministre du Cabinet, Agyemang-Manu fait partie du cercle restreint du président et contribue à la prise de décisions politiques clés pour le pays,.
Il est membre du Comité des membres occupant des postes à but lucratif.

## Controverses

### Scandale de Woome
En 2005, M. Kwaku Agyemang Manu, alors vice-ministre des Finances sous l'administration Kufuor, a adressé une lettre en l'absence du ministre des Finances en exercice à une société appartenant à M. Alfred Agbesi Woyome concernant la construction de stades pour la CAN 2008. M. Woyome a ensuite poursuivi le gouvernement du Ghana en 2009 et a obtenu un jugement de plus de 51 millions de GHC, en s'appuyant sur la lettre émise par M. Kwaku Agyemang Manu,.

### Scandale des achats de produits anti-serpents
Le 8 février 2019, le président du Centre IMANI pour la politique et l'éducation, un groupe de réflexion basé au Ghana, a signalé pour la première fois diverses violations des règles d'approvisionnement par le ministère de la Santé (MoH) dans l'achat de sérum anti-venin de serpent dans une lettre ouverte sur Facebook adressée au ministre. Pour tenter d'apaiser le problème, le ministre a été entendu sur une station de radio locale, Adom FM, réfutant les allégations de violations des procédures d'appel d'offres. Une réponse de suivi a également été envoyée à l’IMANI à cet égard. Ces allégations du ministre se sont révélées plus tard être fabriquées pour dissimuler des transactions avec une société locale appelée Pharmanova. L'Autorité des marchés publics (PPA) a statué contre le ministère et a cité diverses violations des marchés publics dans sa décision et a demandé au ministère de disqualifier les deux sociétés Pharmanova pour double appel d'offres, entre autres problèmes, et de réévaluer l'appel d'offres avec les soumissionnaires restants. Ce scandale a été largement couvert par les médias locaux et beaucoup se sont demandés pourquoi le ministre était toujours en poste après que ces faits graves portés contre lui aient causé la perte de nombreuses vies dans le pays en raison de la pénurie de ce médicament d'urgence si important. Jusqu'en mars 2020, le ministre a tenté à plusieurs reprises d'annuler ledit appel d'offres, a ouvert de nouveaux appels d'offres pour le sérum anti-venin de serpent, ignorant la décision de la PPA et essayant d'attribuer à nouveau ces nouveaux appels d'offres à Pharmanova Ghana Limited,,,,,.

### Scandale du préservatif
En 2019, le ministère de la Santé a lancé un appel d’offres pour des préservatifs dans des circonstances étranges. Il est intéressant de noter qu’aucune entreprise locale qui aurait pu fournir les préservatifs n’a participé, ce qui soulève des questions quant à savoir si l’appel d’offres était ouvert et largement médiatisé comme l’exige la loi sur les marchés publics. Il est également intéressant de noter que le contrat a de nouveau été attribué à Pharmanova Limited,.

### Pharmanova
Une société enregistrée localement, détenue et gérée par des ressortissants indiens, est active au Ghana depuis 2005 et a remporté de plus en plus d'appels d'offres, en particulier sous le mandat de Kwaku Agyemang Manu en tant que ministre de la Santé. Aucune enquête approfondie n’a été ouverte par le gouvernement du Ghana, tandis que des preuves de fraude et de manipulation d’appels d’offres ont été largement publiées par les médias locaux.  

## Mensonge public sur son statut COVID-19
Le 13 juin 2020, plusieurs médias au Ghana ont annoncé que lui, sa femme et son fils avaient été testés positifs au COVID-19 et étaient admis au Centre médical de l'Université du Ghana (en) (UGMC),,.
Kwaku Agyemang-Manu a été admis mardi et a été libéré vendredi tandis que sa femme et son fils sont dans un état critique à l'unité de soins intensifs de l'UGMC (en) . Il a affirmé qu'il n'avait pas été testé positif au COVID-19 samedi lorsqu'il a parlé par téléphone à une journaliste appelée Afia Pokuaa alias Vim Lady. Il a affirmé qu'il se reposait simplement et prenait ses médicaments habituels contre le diabète. La rumeur court que son état a créé la panique au sein du gouvernement et que plusieurs hauts fonctionnaires s'isolent. Nana Addo Dankwa Akufo-Addo, le président du Ghana, a annoncé à la télévision nationale que son ministre de la Santé avait effectivement contracté le COVID-19.
Il est à noter que les primaires parlementaires du NPP dans la circonscription des Ministres ont été reportées à nouveau. Il sera intéressant de voir si la résidence et surtout les délégués de son parti le soutiendront davantage après cela.  

## Se vanter du Conseil exécutif de l'OMS
L'honorable Kwaku Agyeman-Manu a été appelé à siéger au conseil exécutif de l'Organisation mondiale de la santé (OMS) en tant que représentant du Ghana, qui est un État membre de l'OMS. Il a été largement publié dans les médias ghanéens que ce sont ses bonnes œuvres/initiatives en tant que ministre et sa compétence technique qui ont conduit à cette nomination à un rang élevé. Il convient de noter que l’OMS élit ses membres uniquement parmi ses États membres. En tant que ministre de la Santé au Ghana, il représente donc le Ghana et non lui-même. M. Agyeman-Manu fait partie des sept Africains qui représentent leur pays pour soutenir le conseil exécutif de l'OMS en mai 2020.

## Vie personnelle
Agyeman-Manu est chrétien,. Il est marié et a six enfants connus.